# Centre régional de soins psychiatriques Les Marronniers
Situé à Tournai en Belgique, le Centre Régional Psychiatrique Les Marronniers est divisé en trois secteurs :
- le Centre Hospitalier Spécialisé pour la psychiatrie adulte générale, la pédopsychiatrie et la psychogériatrie ;
- l’Hôpital Psychiatrique Sécurisé (HPS) pour la psychiatrie médico-légale ;
- et le secteur extrahospitalier avec plusieurs dispositifs dont la Maison de Soins Psychiatriques (MSP) « La Traversée ».
Retrouvez toutes les informations sur l'institution et son offre de soins sur le site www.marronniers.be.